# Signé Poète X
Signé Poète X (titre original : The Poet X), publié le 6 mars 2018 par HarperTeen, est un roman jeunes adultes d'Elizabeth Acevedo. Xiomara, 15 ans, également connue sous le nom de « X » ou « Xio », gère les tensions et les conflits dans sa famille en écrivant de la poésie. Le livre, un best-seller du New York Times, a été bien accueilli et a remporté plusieurs prix aux Youth Media Awards 2019.
Il a été traduit en français en 2019 par Clémentine Beauvais et publié aux Editions Nathan. Le livre a été censuré aux Etats Unis en 2025 car " le personnage principal questionne la foi dans laquelle il a été élevé, ce qui a été présenté comme une hostilité à la liberté religieuse". ( sticker apposé sur le livre par la bibliothèque de Brest ).

## Contenu du roman

### Synopsis
Xiomara Batista est une adolescente dominicaine de quinze ans vivant à Harlem qui adore écrire de la poésie. Bien qu'elle souhaite la partager aux autres, sa mère religieuse ne se soucie que de sa confirmation, repoussée constamment depuis trois ans. Xiomara se sent inférieure à son frère, Xavier (appelé Twin) car il reçoit beaucoup d'éloges pour son travail. Au cours de l'année scolaire, elle tombe amoureuse de son partenaire de laboratoire, Aman. Cependant, leur relation est rompue lorsque sa mère les surprend en train de s'embrasser dans un train. Finalement, sa mère découvre ses textes, ce qui conduit à une confrontation entre les deux.

### Style
Le roman a pour particularité d'être écrit sous forme de séries de poèmes de quelques lignes chacun. Elizabeth Acevedo est en effet également slameuse et poète et affirme avoir écrit ses premiers poèmes à l'âge de huit ans.

### Thèmes
Signé Poète X aborde différents thèmes comme la découverte de la sexualité, le racisme, le sexisme ou encore la religion. L'autrice explique à ce sujet : "Je n’ai jamais compris le pourquoi de la religion, dit-elle. Et je me suis interrogée sur la position accordée aux femmes dans l’Église comme dans l’ensemble de l’imagerie religieuse, essentiellement blanche".

## Réception

### Accueil critique
Signé Poète X a été bien évalué, recevant des critiques étoilées de The Horn Book Magazine, Kirkus Reviews, Publishers Weekly, Shelf Awareness et School Library Journal, ainsi que des critiques positives de Booklist, Bulletin of the Center for Children's Books, et The New York Times.
Le livre audio a reçu une critique étoilée de Booklist. En 2018, il est le quatrième livre le plus commandé à la bibliothèque publique de New York.
En 2018, Kirkus Reviews a nommé Signé Poète X l'un des meilleurs livres jeunes adultes de l'année.

### Récompenses
| Année | Récompense                                                                                    | Résultat        | Réf.   |
| ----- | --------------------------------------------------------------------------------------------- | --------------- | ------ |
| 2018  | Prix national du livre de littérature jeunesse                                                | Lauréat         | ,      |
| 2018  | New Atlantic Independent Booksellers Association (NAIBA) Livre de l'année pour jeunes adultes | Lauréat         | [ 13 ] |
| 2018  | Prix Kirkus de littérature pour jeunes lecteurs                                               | Finaliste       | [ 14 ] |
| 2018  | Prix du livre Boston Globe-Horn pour la fiction et la poésie                                  | Lauréat         | [ 15 ] |
| 2018  | Prix du livre du Los Angeles Times pour la littérature pour jeunes adultes                    | Lauréat         | [ 16 ] |
| 2018  | Goodreads Choice Award pour la poésie                                                         | Nomination      | [ 17 ] |
| 2019  | Les incroyables livres audio pour jeunes adultes de l'American Library Association            | Top dix         | [ 18 ] |
| 2019  | Meilleure fiction pour jeunes adultes de l'American Library Association                       | Top dix         | [ 19 ] |
| 2019  | Les incroyables livres audio pour jeunes adultes de l'American Library Association            | Top dix         | [ 20 ] |
| 2019  | Association for Library Service to Children 's Notable Children's Recordings                  | Nomination      | [ 21 ] |
| 2019  | Association for Library Service to Children 's Notable Children's Books                       | Nomination      | [ 22 ] |
| 2019  | Liste Amelia Bloomer                                                                          | Top dix         | [ 23 ] |
| 2019  | Médaille Carnegie                                                                             | Lauréat         | [ 24 ] |
| 2019  | Prix littéraire Lambda pour enfants et jeunes adultes                                         | Finaliste       | [ 25 ] |
| 2019  | Prix Michael L. Printz                                                                        | Lauréat         | [ 26 ] |
| 2019  | Prix Odyssée                                                                                  | Livre d'honneur | [ 26 ] |
| 2019  | Prix Pura Belpré                                                                              | Lauréat         | [ 26 ] |
| 2019  | Prix Walter Dean Myers                                                                        | Lauréat         | [ 27 ] |
| 2019  | Les choix rapides de YALSA pour les jeunes lecteurs adultes réticents                         | Top dix         | [ 28 ] |
| 2020  | Prix Lincoln                                                                                  | Nomination      | [ 17 ] |
| 2020  | Prix du livre pour adolescents de Rhode Island                                                | Nomination      | R      |